# James Randolph Reid
James Randolph Reid (* 11. August 1750 in Hamilton, York County, Provinz Pennsylvania; † 25. Januar 1789 in Middlesex, Pennsylvania) war ein US-amerikanischer Politiker. Zwischen 1787 und 1789 war er Delegierter für Pennsylvania im Kontinentalkongress.

## Werdegang
Die Lebensdaten von James Reid werden in den Quellen unterschiedlich angegeben. Innerhalb der Quelle Find A Grave wird angegeben, dass er bereits 1740 im heutigen Adams County geboren wurde und um 1790 starb. Erwähnt wird doch auch seine Tätigkeit als Rechtsanwalt, die ebenfalls in den anderen Quellen nicht vorkommt. Gesichert ist, dass er 1775 das College of New Jersey, die spätere Princeton University, absolvierte und dann während des Unabhängigkeitskrieges in der Kontinentalarmee diente, in der er bis zum Major aufstieg. Nach dem Krieg wurde er von der Regierung für seine Kriegsteilnahme mit einer Landschenkung bei der Ortschaft Middlesex im Cumberland County bedacht. Dort verbrachte er die meiste Zeit seines restlichen Lebens. Zwischen 1787 und 1789 vertrat er Pennsylvania beim Kontinentalkongress.